# Brylkinia caudata
Brylkinia caudata là một loài thực vật có hoa trong họ Hòa thảo. Loài này được (Munro ex A.Gray) F.Schmidt mô tả khoa học đầu tiên năm 1868.